# ماتيا بيرين
ماتيا بيرين (بالإيطالية: Mattia Perin)‏ هو لاعب كرة قدم إيطالي في مركز حراسة المرمى ولد في يوم 10 نوفمبر 1992 في مدينة لاتينا في إيطاليا وهو يلعب حالياً مع نادي يوفنتوس وسبق له اللعب مع نادي بادوفا ونادي بيسكارا ولعب مع منتخب إيطاليا لكرة القدم ويبلغ طوله 188 سم.

## روابط خارجية
- ماتيا بيرين على موقع الاتحاد الدولي (مؤرشف)  (الإنجليزية)
- ماتيا بيرين على موقع الاتحاد الأوربي (الإنجليزية)
- ماتيا بيرين على موقع قاعدة بيانات كرة القدم.إي يو (الإنجليزية)
- ماتيا بيرين على موقع ليكيب (الفرنسية)
- ماتيا بيرين على موقع ناشيونال فوتبول تيمز (الإنجليزية)
- ماتيا بيرين على موقع Soccerway.com (الإنجليزية)
- ماتيا بيرين على موقع عالم كرة القدم.نت (الإنجليزية)
- ماتيا بيرين على موقع AS.com (الإسبانية)